# El-Fasher
El-Fasher (em árabe: الفاشر; romaniz.: al-Faxir ou El Faxer) é a capital do estado do Darfur do Norte, no Sudão. Situa-se a 195 quilômetros a nordeste de Niala, capital do Darfur do Sul. Historicamente um posto caravaneiro, localiza-se a 700 metros de altitude. A cidade serve como centro comercial de bens agrícolas para os cereais e frutos da região envolvente. El-Fasher está ligada por estrada tanto a Aljunaina como a Um Cadada. No final do século XVIII, o sultão Abderramão Arraxide do Sultanato de Senar fundou a sua capital aqui, tendo a vila desenvolvido-se em volta de seu palácio. Foi uma das cidades que Amelia Earhart visitou quando tentou dar a volta ao mundo. Tem 263 243 habitantes (2006), um aumento desde 2001, em que a sua população era de 178 500 habitantes.